# SOS子供の村

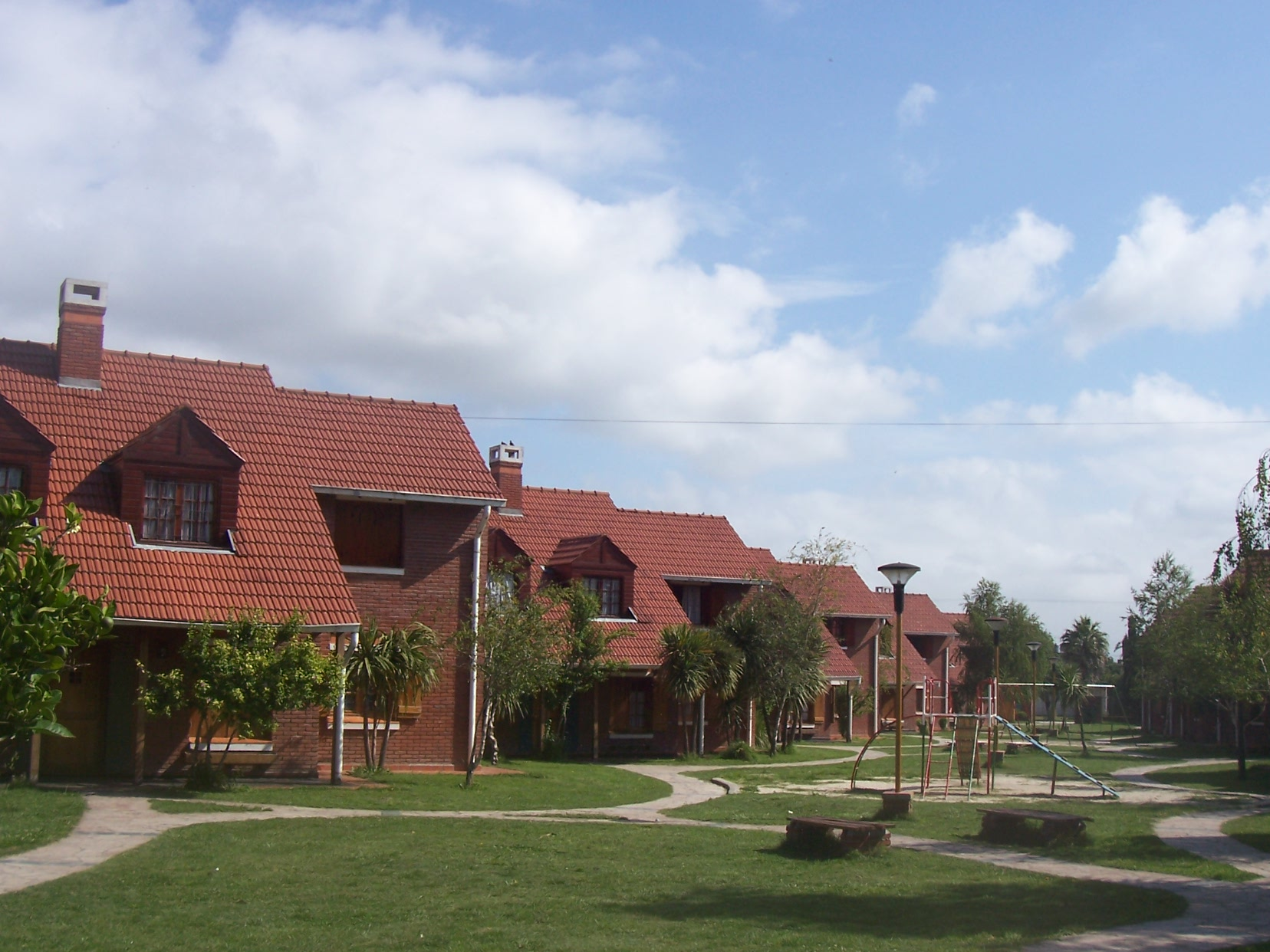
アルゼンチン・マル・デル・プラタのSOS子供の村

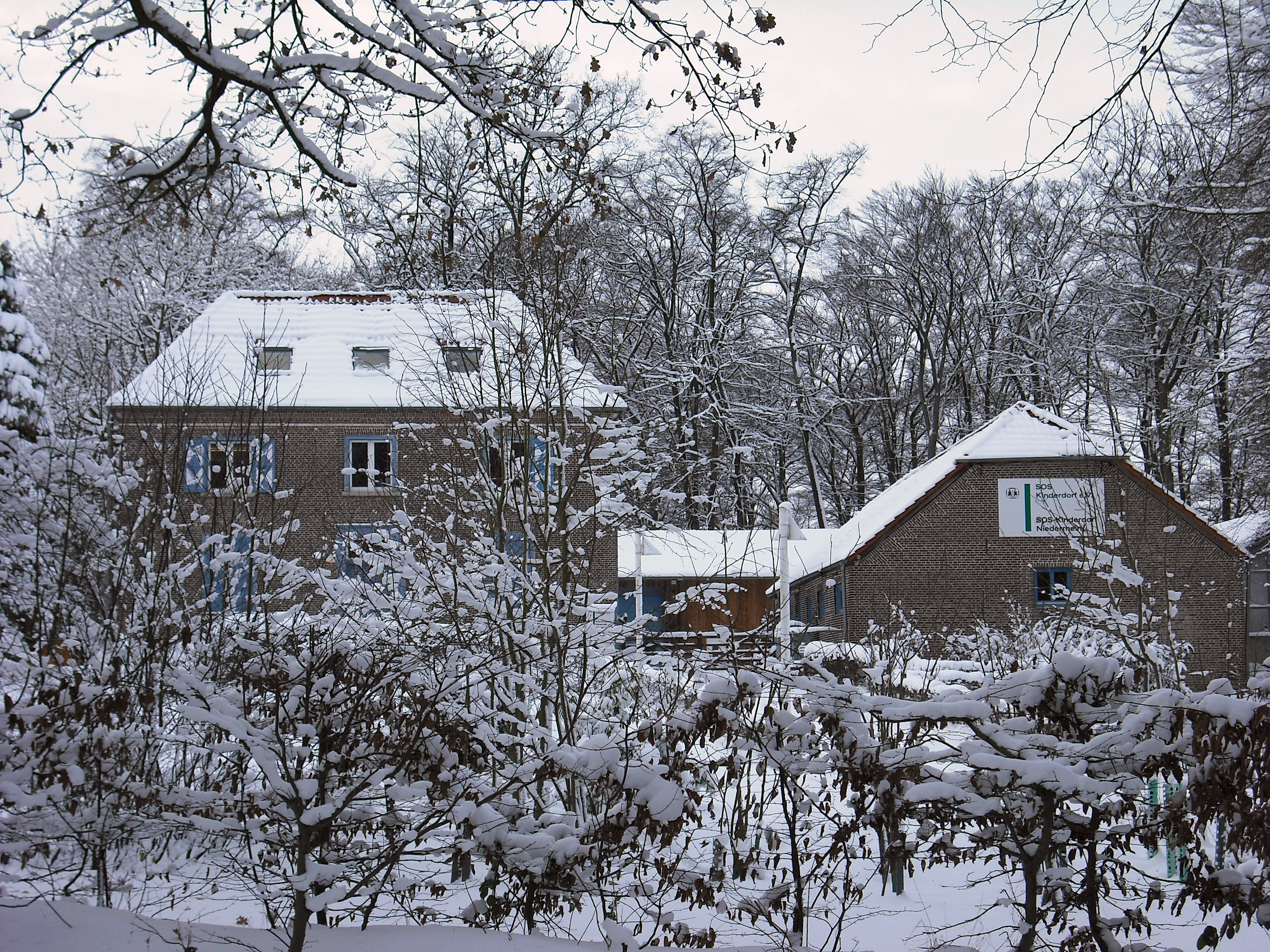
ドイツ・クレーヴェのSOS子供の村

SOS子供の村（英語: SOS Children's Villages、ドイツ語: SOS-Kinderdorf）とは子供の人権を守るために活動する独立系の国際非政府開発組織である。
1949年にヘルマン・グマイナーがオーストリアのイムストで創設した。フィナンシャル・タイムズによると2004年の資産額は8億700万ドルで100の国際的なNGO団体の中で33位だった。国際的な傘下団体には、オーストリアに加えてフランス、ドイツ、イタリアで協会が設立された後の1960年に創設されたSOS-Kinderdorf Internationalがある。世界中で100以上もの国内組織が設立されている。

## 運営
活動の主眼は捨てられたり、貧しかったり、孤独であることで家族的な生活が出来ない子供たちにまともな生活をさせることにある。世界中で何百万人もの子供たちが以下の理由で家族的でない生活を強いられているとされている。
- 両親の離婚
- 虐待
- 戦争や自然災害で親が死亡
- AIDSなどの疾病

該当する子供たちは心の傷の治癒や孤独、虐待、搾取、人権侵害の危険を避けるために保護される。
SOSは約5万人の子供たちと約1万5千人の青少年たちが恒久的な新しい家族と生活できるように活動したり、24時間、SOSでの新しい母親による家族的な生活が提供されている。通常（開発途上国では）、ハウス内では約10人の子供がSOSの母親と共にグループとなって、10軒から40軒のハウスと共有施設で「村」が構成される。一度組織された家族集団は優先的に保持される。

## 計画の範囲
中核であるSOS子供の村（世界中に450箇所以上）に加えて、団体は社会的に不利な立場に置かれたり貧困状態である家庭の生活を長期にわたって改善するための援助をサポートするために計画や施設の全範囲を稼働する。SOSはまた家族の絆を強化するためのコミュニティプログラム下にある約100万人の子供たちもサポートするために開発途上国全体192校の学校や医療センターの稼働、ストリートチルドレン、児童兵、被災児童のためのプログラムを実行している。

## 主な支援者
最初の著名な支援者はドイツのビジネスウーマンであるベアトリス・フォン・ボッホ＝ガルハウという陶磁器メーカーであるビレロイ&ボッホの筆頭株主の妻だった。時期は定かではないがある時彼女はヘルマン・グマイナーの友達になった。1959年、私財の一部を投じてドイツのメルツィッヒに最初の子供の村を建設した。また、夫が持つ政治的繋がりを活用してSOS子供の村のアイディアを広めたが、最初の会合では地元の名士から抵抗もあった。
著名な支援者にはネルソン・マンデラ、国際サッカー連盟、ダライ・ラマ14世、カハ・カラーゼ、アンドリー・シェフチェンコ、アンナ・ネトレプコ、ヴァンサン・コンパニ、ルート・ファン・ニステルローイ、セスク・ファブレガス、アルゼンチンのサッカー選手であるハビエル・サネッティ、ベルギーのテニス選手であるキム・クライシュテルス、フランスの作家で女優のアニー・デュプレー、セーラ・ファーガソン、イングランドの子役女優であるジョージー・ヘンリー、サリマー・アーガー・ハーン、シェール、マイク・ホームズ、ジューン・カーター・キャッシュがおり、さらにジョニー・キャッシュは世界中のSOS子供の村の活動を支援するための記念基金として名を残している。2002年にはコンラッド・ヒルトン人道賞を受賞した。
SOSは孤独な状態、もしくは捨てられた子供たちの求めを意識する目的で行われる国際的な1週間に渡るイベントであるワールド・オルファン・ウィークへの参加の一環としてコミュニティグループ、学校、個人をサポートするために招待している。